# Chyjice
Chyjice jsou obec v okrese Jičín v Královéhradeckém kraji. Žije v ní 184 obyvatel. Nachází se asi pět kilometrů jihozápadně od Jičína.

## Charakteristika

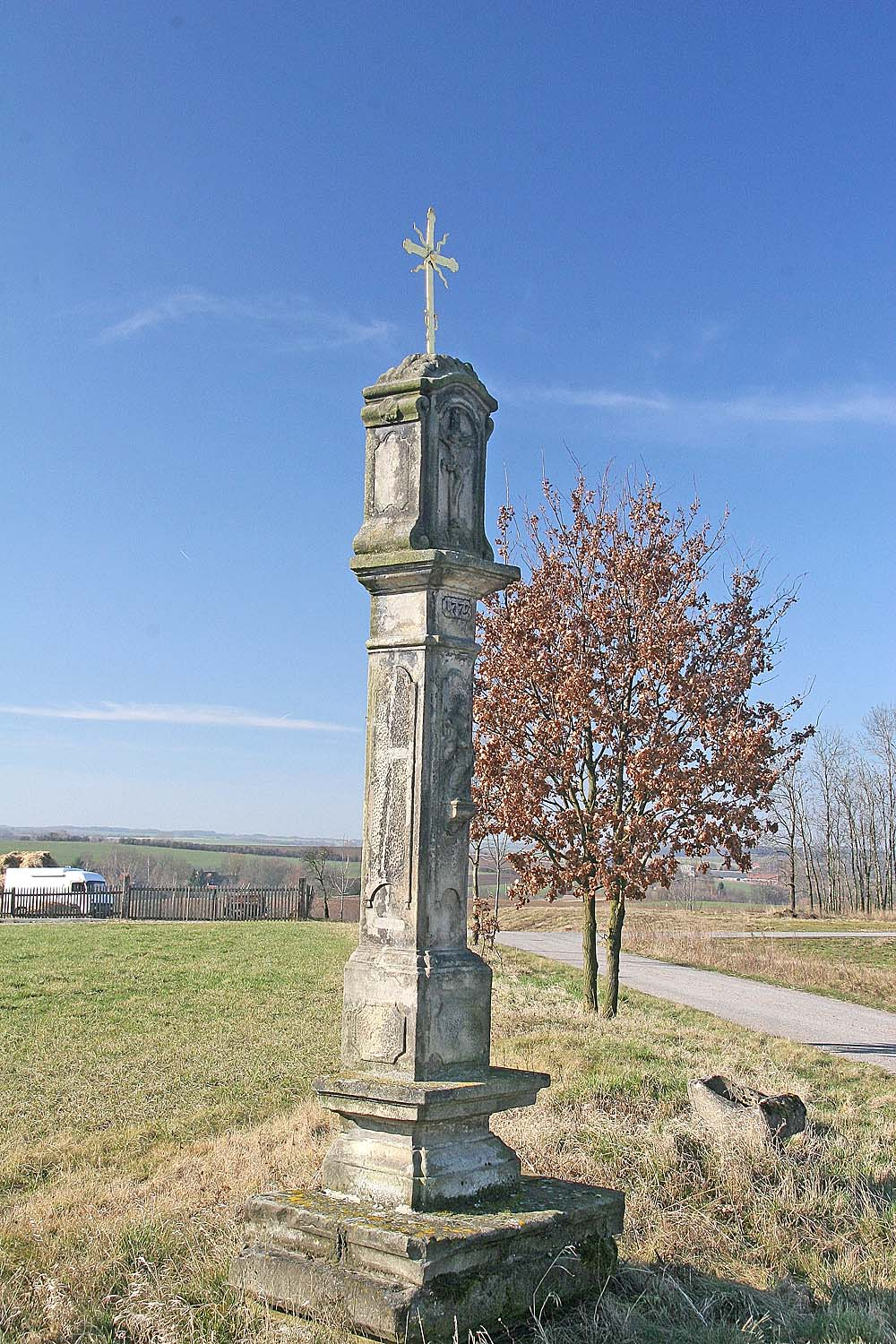
Boží muka u kostela

Chyjice je protáhlá obec v mělkém údolí, dlouhá téměř 2,5 kilometru, široká na některých místech jen sto metrů. Její páteří je silnice Střevač–Jičíněves, která dává obci spolu s říčkou Mrlinou a přilehlými stráněmi protáhlý tvar. Ten způsobuje, že vesnice nemá žádnou ústřední náves. Za střed obce snad lze považovat oblast u bývalé školy, kde se v současné době nachází víceúčelová vodní (požární) nádrž a kde byl v létě 1999 zřízen přístřešek pro osvěžení návštěvníků. Ten byl na jaře roku 2000 přebudován na sídlo obecního úřadu. V současné době se obecní úřad nachází v těsném sousedství bývalé školy.
Ačkoli Chyjice leží ve vnitrozemí, mají charakter podhorské vsi, kde se ještě dnes nachází roubené chalupy s ozdobnými řemeslnými prvky typickými pro krkonošské horské chalupy.
V obci rostou mohutné lípy, jasany, smrky a jiné vzrostlé dřeviny. Také tu najdeme velké množství keřovitých porostů, zejména kolem říčky Mrliny. Mezi obcemi Chyjice a Dolany se rozkládá přírodní památka Chyjická stráň s cenným ekosystémem lesního porostu.
Rozloha katastrálního území je o něco větší než 500 hektarů, obec je bohatá zelení a je obklopena poli díky úrodné půdě, která se v oblasti nachází.

## Historie
První písemná zmínka o obci pochází z roku 1324, kdy se zmiňuje sídlo vladyků, švagrů Hanuše a Žibřida (či Žibřicha). Původní tvrz stávala na vyvýšeném místě nad řekou, pravděpodobně v blízkosti dnešního kostela sv. Šimona a Judy. V roce 1369 je obec doložena v majetku Oldřicha ze Semína. Počátkem 15. století ji vlastnil Markvart, zvaný Chyjíček, po němž nese jméno, pak jeho vdova Kateřina a v roce 1460 Jan Kapřík z Lesovic. Roku 1564 přestaly být Chyjice samostatným statkem a staly se součástí statku střevačského. Spolu s ním byly roku 1584 začleněny do Velíšského panství, které roku 1606 získal Jindřich Matyáš z Thurnu a po něm roku 1622 Albrecht z Valdštejna. Schlikové, na něž přešlo vlastnické právo nad panstvím roku 1635, spravovali Chyjice až do zrušení vrchnostenské správy roku 1848 a stopy jejich péče jsou v celé oblasti patrné dodnes. Již roku 1850, v souvislosti s tehdejší správní reformou, nabyly Chyjice statut samostatné obce.
Právě od poloviny 19. století až do druhé světové války zažily Chyjice největší rozmach co do počtu obyvatel, domů i společensko-kulturních aktivit.

#### Škola
Škola byla v Chyjicích založena v roce 1787 pro 72 dětí ze tří obcí: Chyjic, sousedních Dolan a Kostelce. Před vybudováním školní budovy sídlila provizorně postupně ve dvou chalupách. Výstavbu školní budovy financoval z velké části hrabě František Schlik, škola byla slavnostně vysvěcena 30. září roku 1825. Pro slavnost byla vybudována tribuna a zúčastnily se jí všechny nejvýznamnější osobnosti Chyjic i širokého okolí, včetně církevních institucí (35 plných kočárů!). Tehdejší "Filiální školu Chyjickou ve farní osadě Velišské na panství Jičínoveském" v jednotřídce navštěvovalo až 100 dětí.
V roce 1881 byla v Chyjicích zřízena dvojtřídka, školu tehdy navštěvovalo 113 dětí. V roce 1889 byla škola zvýšena o jedno patro, 140 dětí se učilo ve dvou třídách v patře, v přízemí byly vybudovány byty pro učitele.
V současné době škola v Chyjicích není, v původní budově, která byla následně zcela přestavěna, je výrobní podnik Loreta, lisovna plastů. Nejbližší školy jsou ve Veliši, Jičíněvsi či Jičíně.

#### Společenský život v 19. a 20. století[4]
V roce 1894 v Chyjicích vznikl Sbor dobrovolných hasičů s 18 členy, krátce po vzniku byla zakoupena vozová stříkačka s příslušenstvím od firmy A. Smekal. Vznikl zde také v roce 1904 Záložní a spořitelní spolek pro obce Chyjice, Dolany a Keteň. V roce 1928 měl až 125 členů. Touha po vzdělání vedla v roce 1920 k založení Čtenářské besedy (1928 – 56 členů). Dále v roce 1925 zde byla založena Tělovýchovná jednota Sokol (26 členů) jako pobočka Jednoty jičíněveské. Osamostatnila se v roce 1928 se 42 členy. V roce 1927 byla v Chyjicích založena Strana cyklistů, která si kladla za cíl poznávat kraj a podporovat zdraví.
Právě dvacátá léta byla v Chyjicích bohatá na společenské aktivity: v červnu roku 1925 uskutečnili místní občané představení divadla v přírodě "Lázeňská víla", v roce 1930 (24. srpna) představení "Selské rebelie".
V Chyjicích byly v minulosti provozovány četné živnosti: motorový mlýn Josef Havíř, motorový mlýn Kateřina Hlavatá (oba mlýny se dochovaly do dnešních dnů, přestože oba ve velmi špatném stavu), motorová pila Antonín Vavrouš, hostince Jan Havlíček, Josef Hubálovský a Karel Kořínek, truhláři J. Fejfar, V. Sumr, F. Rambousek, kováři J. Cibulka, F. Kučera, obuvníci J. Kučera mladší, F. Hartman mladší, F. Bryksí, řezník L. Duřt.
Jména starostů na přelomu 19. a 20. století: Jan Havlíček, Josef Hubálovský, Josef Táborský, Jan Fejfar.

## Demografie a obyvatelstvo
Podobně jako v jiných obcích se počet obyvatel v Chyjicích proměňoval, největšího počtu dosáhl po polovině 19. století a pak postupně klesal až do dnešních dnů.
| Rok            | 1869 | 1880 | 1890 | 1900 | 1910 | 1921 | 1930 | 1950 | 1961 | 1970 | 1980 | 1991 | 2001 | 2011 | 2021 |
| -------------- | ---- | ---- | ---- | ---- | ---- | ---- | ---- | ---- | ---- | ---- | ---- | ---- | ---- | ---- | ---- |
| Počet obyvatel | 600  | 602  | 603  | 546  | 529  | 453  | 416  | 303  | 257  | 205  | 157  | 143  | 126  | 152  | 172  |
| Počet domů     | 87   | 92   | 95   | 98   | 99   | 98   | 102  | 98   | 82   | 73   | 60   | 85   | 87   | 88   | 74   |

V roce 2021 žilo v Chyjicích 170 obyvatel, 81 mužů (z toho 16 chlapců do 15 let) a 89 žen (z toho 23 dívek do 15 let).

## Obecní správa

### Části obce
Obec Chyjice se skládá z jedné části na jednom katastrálním území:
- Chyjice (k. ú. Chyjice)

### Územně-správní začlenění
Dějiny územně-správního začleňování zahrnují období od roku 1850 do současnosti. V chronologickém přehledu je uvedena územně administrativní příslušnost obce v roce, kdy ke změně došlo:
- 1850 země česká, Jičínský kraj, politický i soudní okres Jičín[11]
- 1855 země česká, kraj Jičínský kraj, soudní okres Jičín
- 1868 země česká, politický okres Jičín, soudní okres Jičín
- 1939 země česká, Oberlandrat Jičín, politický okres Jičín, soudní okres Jičín[12]
- 1942 země česká, Oberlandrat Hradec Králové, politický okres Jičín, soudní okres Jičín[13]
- 1945 země česká, správní okres Jičín, soudní okres Jičín[14]
- 1949 Hradecký kraj, okres Jičín[15]
- 1960 Východočeský kraj, okres Jičín
- k 30. dubnu 1976 Východočeský kraj, okres Jičín, obec Střevač[16]
- k 24. listopadu 1990 Východočeský kraj, okres Jičín[16]
- 2003 Královéhradecký kraj, okres Jičín, obec s rozšířenou působností Jičín

### Členství ve sdruženích
Chyjice nejsou členem žádného svazku obcí.

### Obecní symboly
Znak a vlajka byly obci uděleny rozhodnutím předsedy Poslanecké sněmovny Parlamentu České republiky dne 6. ledna 2021.

## Doprava
Nejbližší železniční stanice je v Jičíněvsi a Bartoušově (obě jsou vzdálené čtyři kilometry od Chyjic).
V obci jsou tří zastávky autobusové linky č. 509 (Chyjice-rybník, Chyjice-hostinec, Chyjice-škola) na trase Markvartice – Jičín.
Obcí prochází silnice III. třídy č. 28025 vystavěná v roce 1895.

## Společnost a kultura
Pořádání akcí: dětský den, maškarní plesy, šipkové turnaje, v kostele koncerty, mše svaté.

## Hospodářství
Chyjice jsou převážně zemědělská obec, přesto zde najdeme několik podnikatelských subjektů s jinou než zemědělskou činnosti.

## Turistika
Kolem kostela vede cyklotrasa č. 4368 z Jičína do Libáně. Žádná turistická značka obcí neprochází.

## Pamětihodnosti

#### Kostel svatého Šimona a Judy
Nad obcí severním směrem stojí na vyvýšenině barokní kostel svatého Šimona a Judy s místním hřbitovem. Kostel je dominantou obce a je viditelný z dalekého okolí. Kostel je nejvýznamnější památkou Chyjic. Nahradil původně gotický farní kostel, který byl připomínaný již v roce 1369 (podle jiných pramenů v roce 1384). Autorem barokní přestavby z let 1698–1700 byl stavitel ve službách Františka Josefa Schlika, Filip Spannbrucker, autor mnoha významných staveb na Schlikovském panství (například zámek Jičíněves, kostel svatého Jakuba Většího v Kopidlně, zámek a sýpka Vokšice). Původní kostel v obci byl dřevěný a stál zřejmě  o něco níže směrem k řece, kde byly nalezeny ještě na začátku 20. století pozůstatky původního hřbitova.. Barokní kostel byl dále upravován kolem roku 1776, kdy byla postavena věž a sloupy pod kruchtou. K dalším úpravám došlo ještě v roce 1826. Po druhé světové válce začal tento kostel chátrat, v osmdesátých a devadesátých letech byl v havarijním stavu. Na přelomu tisíciletí byly zahájeny práce na obnově památky z Programu záchrany architektonického dědictví Ministerstva kultury: byla opravena střecha, stropy, vnější stěny i průčelí, později také varhany. V letech 2013–2014 byla zrestaurována výmalba a dřevěný mobiliář. V roce 2004 byl kostel převeden do majetku obce.  
Jedná se o jednolodní obdélnou stavbu z lomového omítaného zdiva s polygonální apsidou zaklenutou kopulí na penditivech. V západním průčelí stojí poměrně nízká hranolová věž, původní dva velké zvony byly v roce 1916 zabaveny k válečným účelům. Hlavní průčelí je členěno čtyřmi pilastry, mezi středními pilastry je pravoúhlý kamenný portál s ostěním s uchy, nad nímž se nachází kladí s vtesaným datem 1699: (“ANNO MDCLXXXXIX”). Průčelí vybíhá po obou stranách věže v atiku, opřenou volutami o věž a ozdobenou na vnějších koncích nízkými obelisky. Boční průčelí a presbyterium jsou členěny lizénovým rámováním. Kruchta v západní části připomíná tribunu a je otevřena do lodi středním velkým obloukem a dvěma bočními. Vnitřní zařízení je novorenesanční z druhé poloviny 19. století. Varhany postavil v roce 1892 Josef Kobrle, významný dobový varhanář z Lomnice nad Popelkou. Kostel má sedlovou střechu s valbou z pálené krytiny bobrovky. Plášť kostela je ve žluto okrové barvě, pilastry a drobné architektonické prvky vystupují v barvě bílé.
Kostel stojí uprostřed hřbitova, který je ohraničen poměrně mohutnou kamennou omítanou zdí. Stojí nad obcí jako dominanta umístěná na návrší v nadmořské výšce 299 metrů, která je viditelná ze širokého okolí. Vzhledem k tomu, že se původní kostel nacházel nedaleko směrem k říčce, je zřejmé, že umístění na tomto vyvýšeném místě bylo součástí vědomého dotváření krajiny šlikovského panství na Jičínsku. V kostele se konají nepravidelné bohoslužby (Vánoce, Velikonoce, Svatojánské bohoslužby) a příležitostné kulturní akce (koncerty). Chyjický kostel je ve správě římskokatolické farnosti arciděkanství Jičín.

#### Boží muka u kostela
Dle letopočtu vyrytého na kameni pocházejí z roku 1719. V roce 1994 byla zrestaurována.

#### Sloup se sochou svatého Jana Nepomuckého
Pochází z roku 1765. Nachází se v centrální části obce nedaleko od školy. V roce 2004 byla památka zrestaurována a její okolí bylo vhodně upraveno.

#### Kristus nesoucí kříž
Pískovcová skulptura z roku 1772 byla obnovena v roce 1998 a v roce 2016 za přispění Královéhradeckého kraje. Okolí bylo vhodně upraveno zelení a lavičkou a byly zde vysazeny dvě mladé lípy.

#### Pomník padlým
Věnován místním obětem první světové války. Jeho autorem je sochař Stuchlík z Jičína a nese 16 jmen padlých chyjických občanů. Byl odhalen 22. července 1928 místním Sokolem za účasti pozůstalých, legionářů, Obce sokolské i Sboru dobrovolných hasičů.

## Sousedící vesnice a obce
- Střevač
- Bystřice
- Údrnice
- Keteň (část obce Jičíněves)
- Dolany (část obce Jičíněves)
- Kostelec
- Vesec (část obce Veliš)
- Veliš
- Bukvice

## Mapové podklady

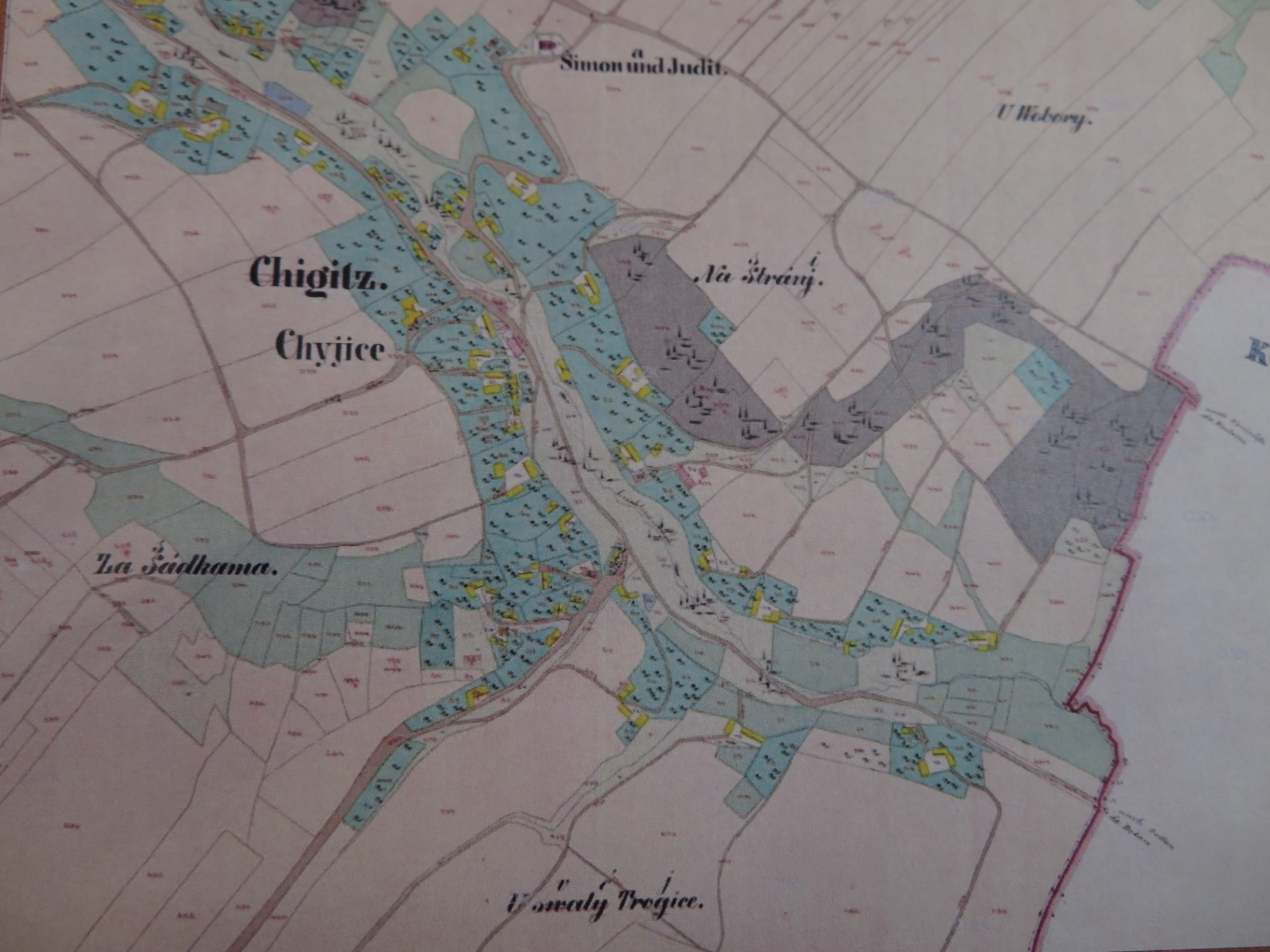
Mapa stabilního katastru obce Chyjice (1842)
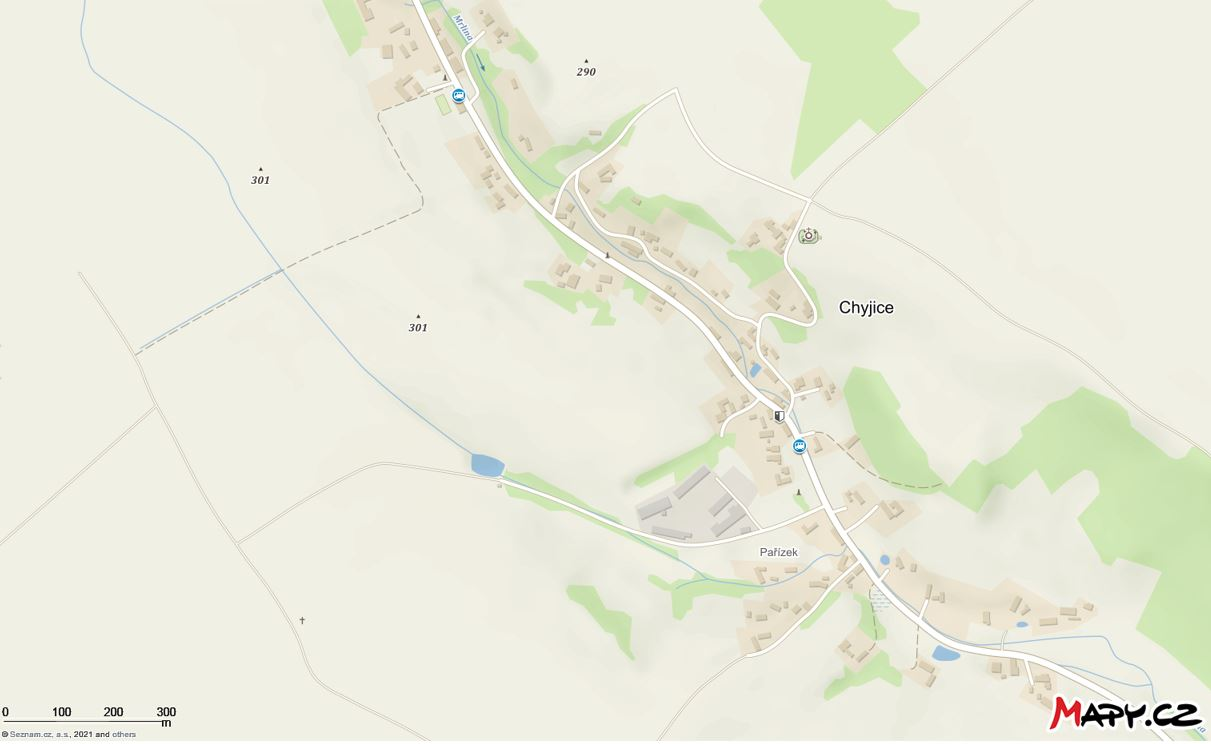
Současná mapa obce Chyjice (2021)

## Galerie

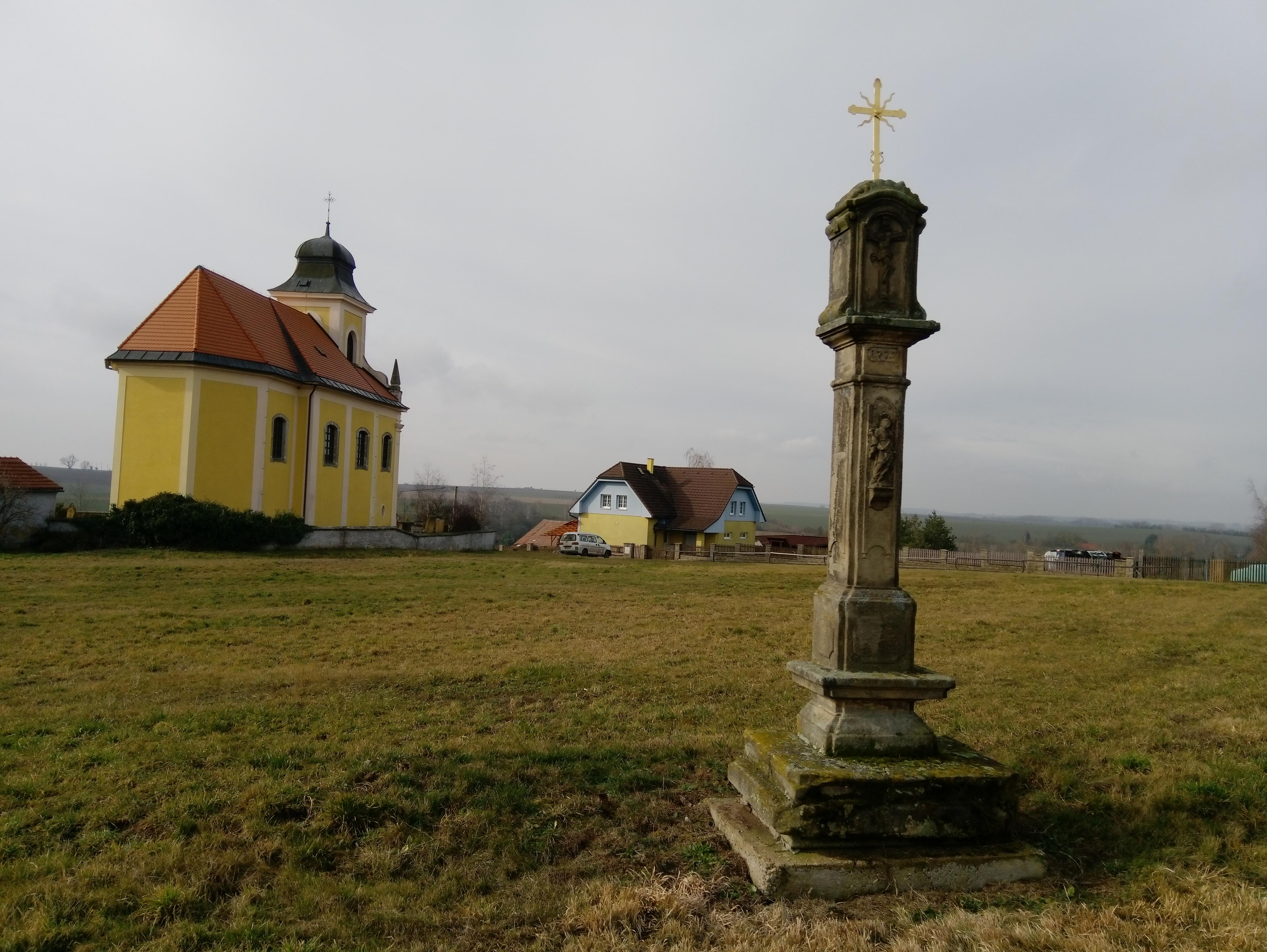
Kostel svatého Šimona a Judy s Božími muky v popředí
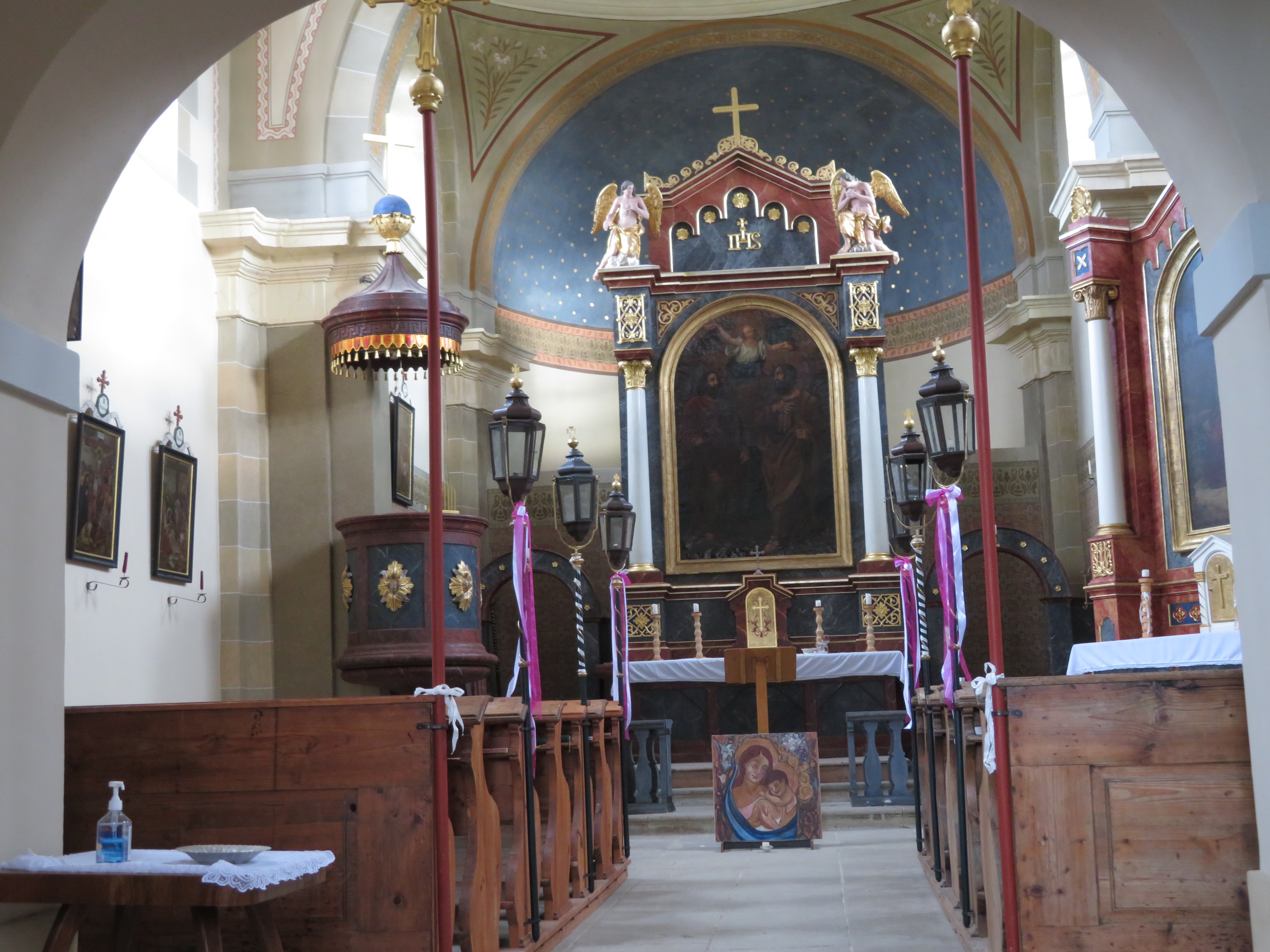
Interiér kostela svatého Šimona a Judy
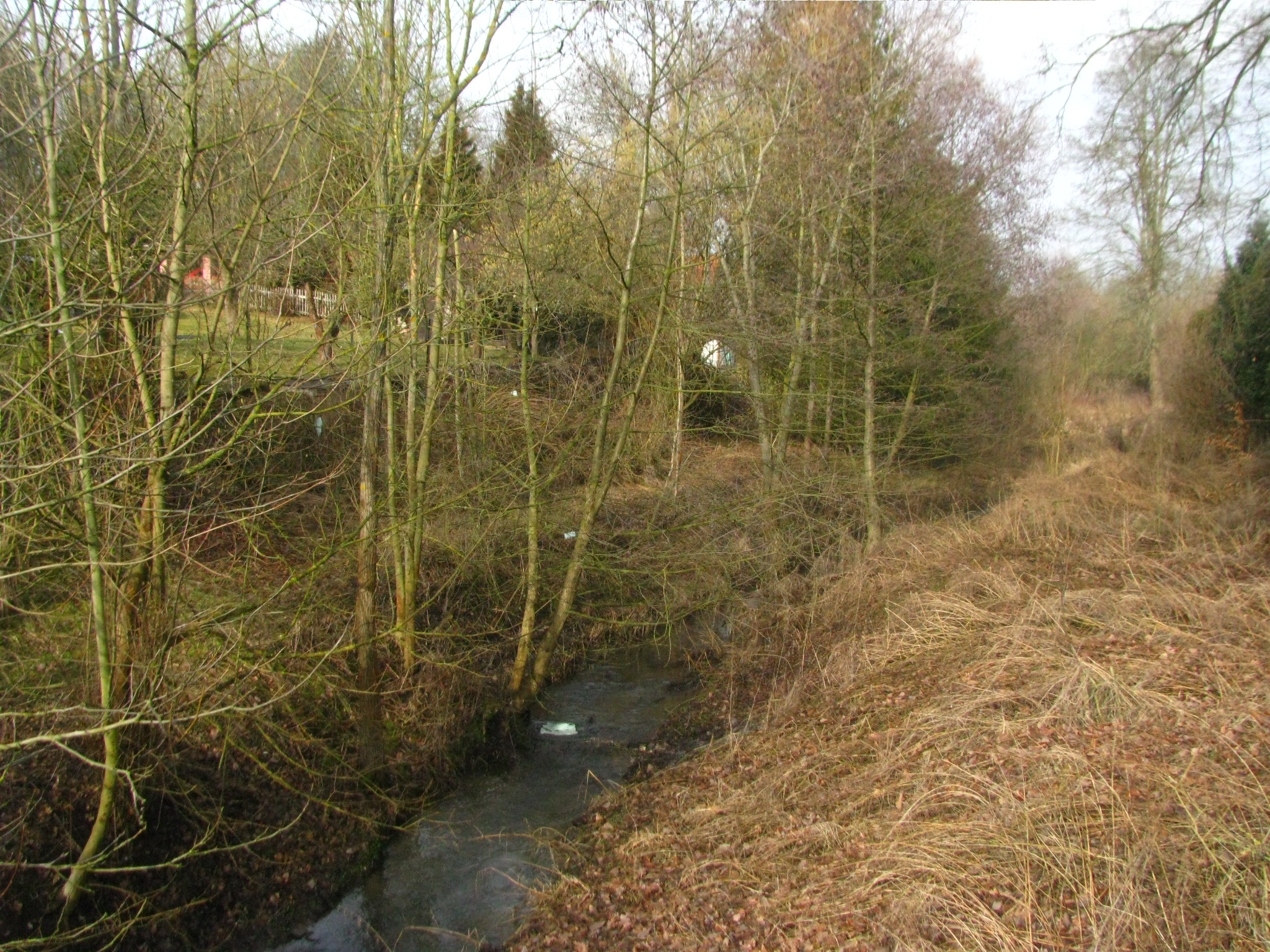
Říčka Mrlina
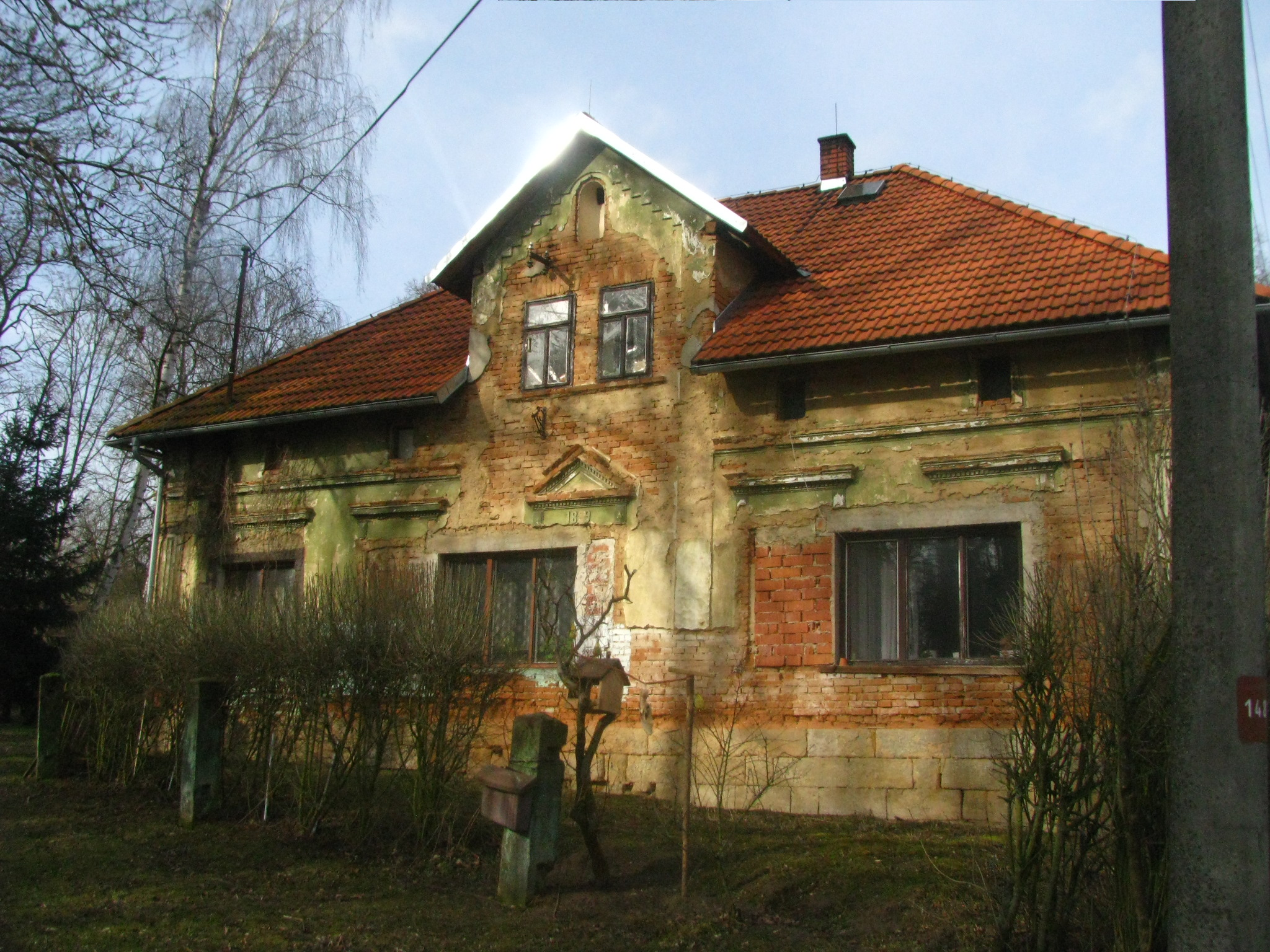
Bílkův statek č. p. 47
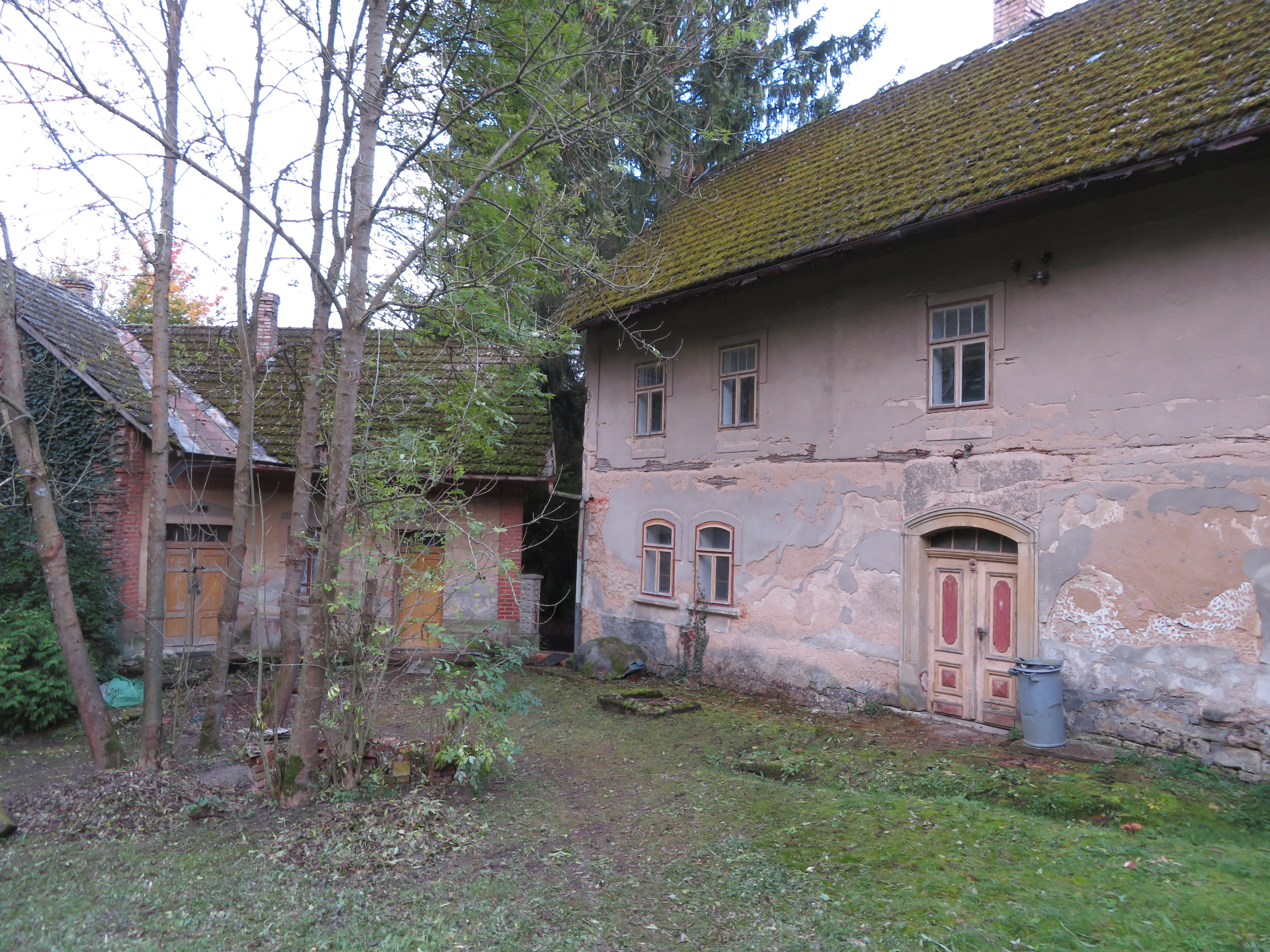
Havířův mlýn
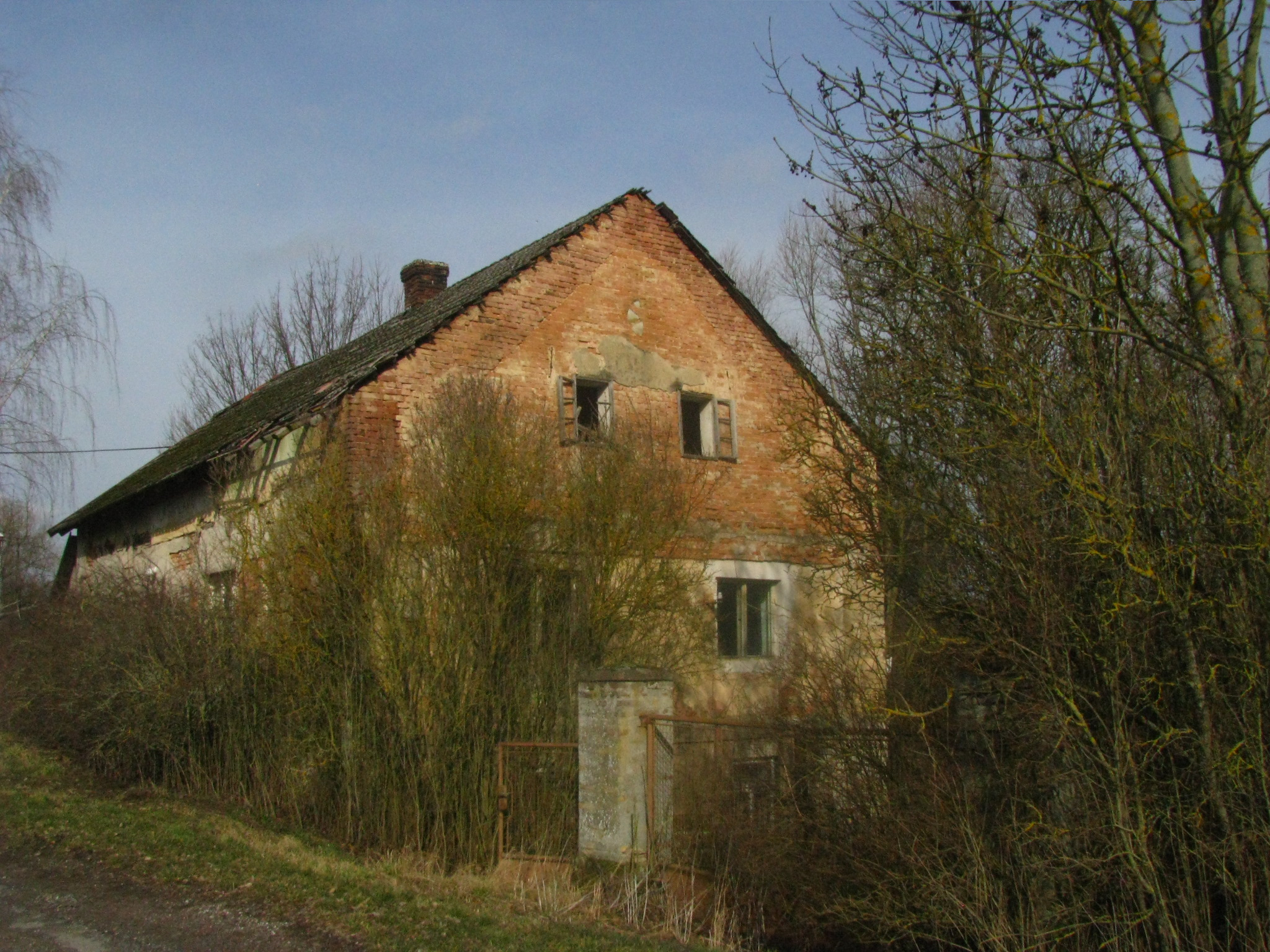
Mlýn Hlavatý
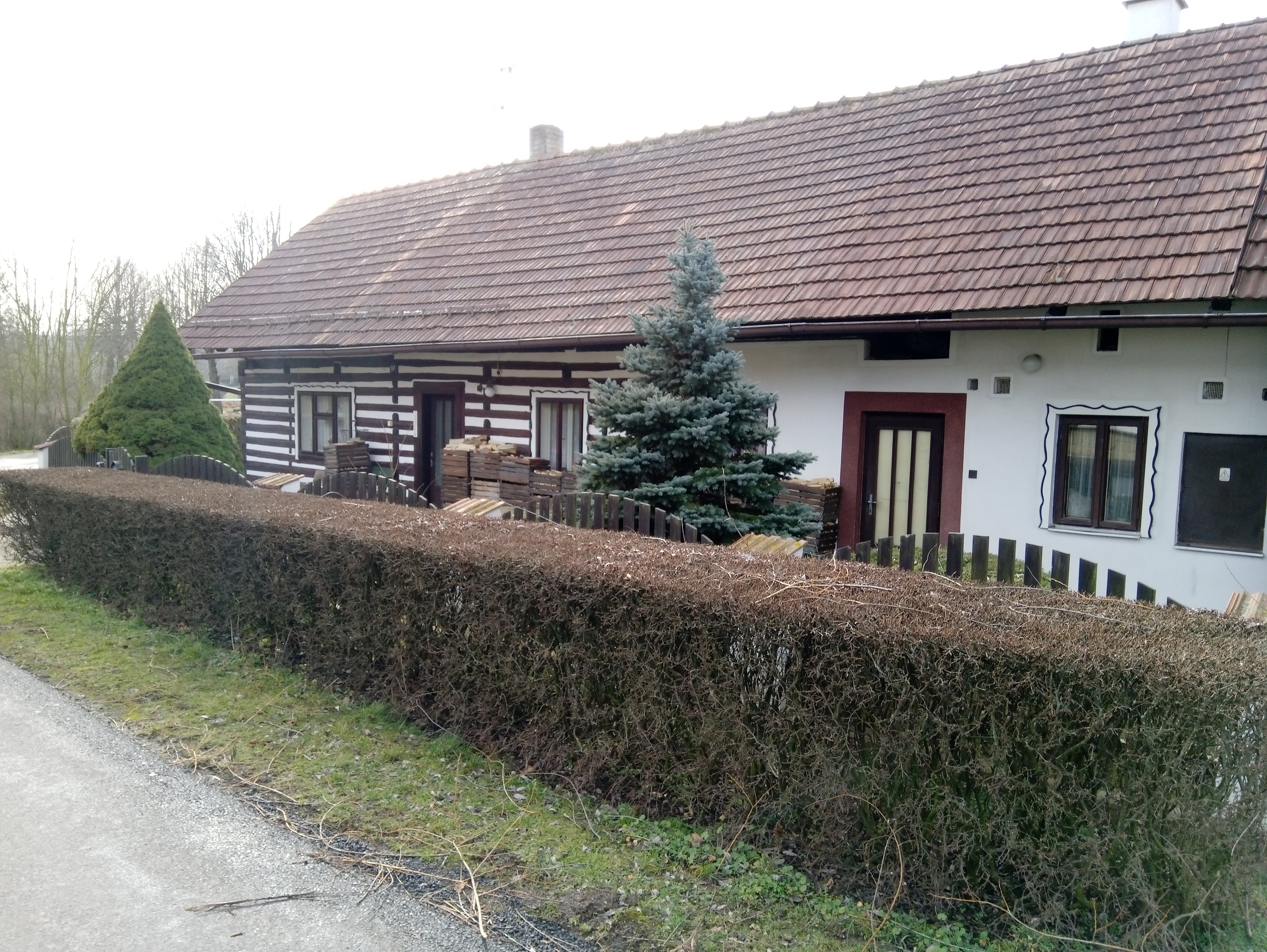
Tradiční architektura
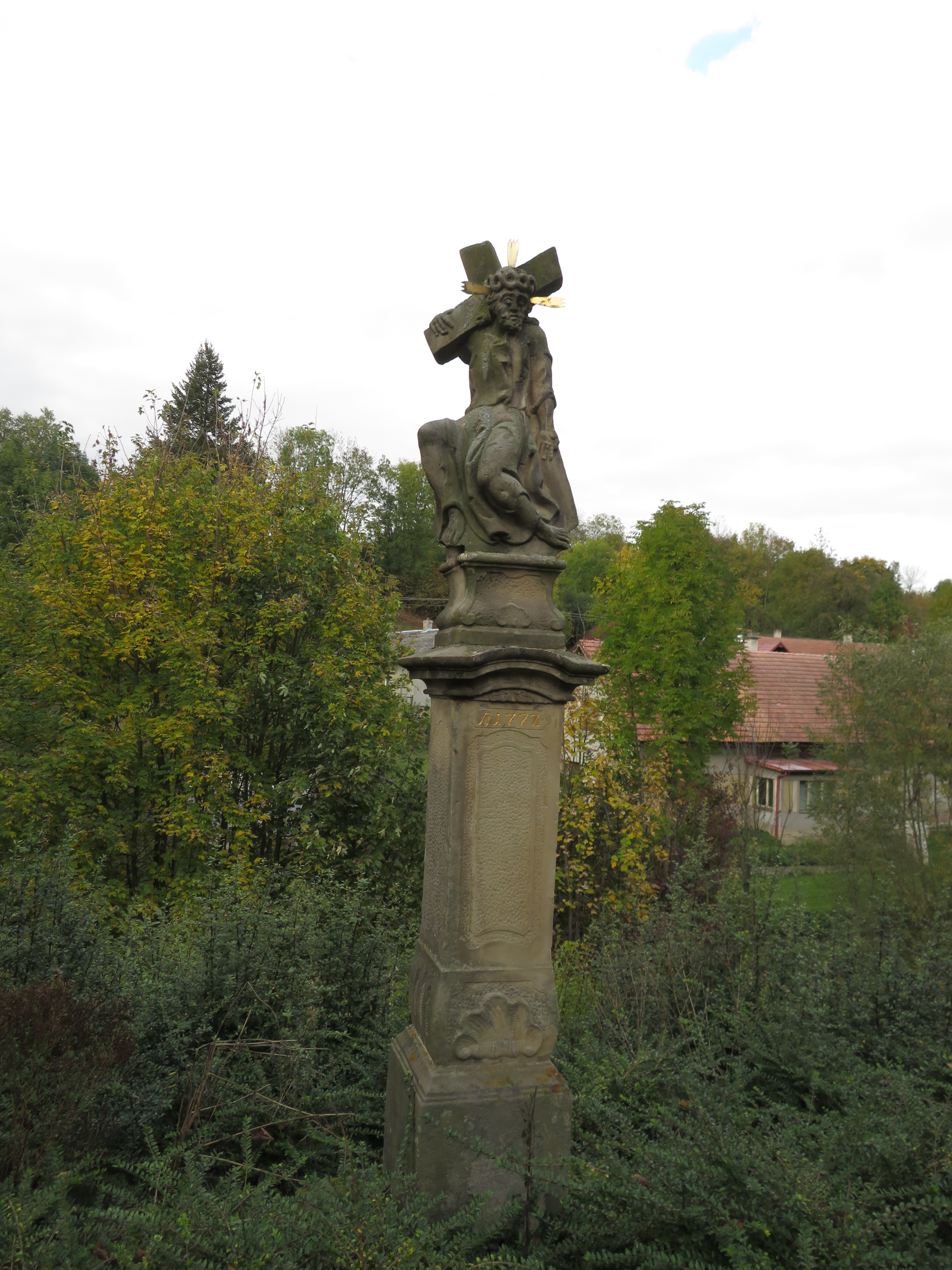
Kristus nesoucí kříž
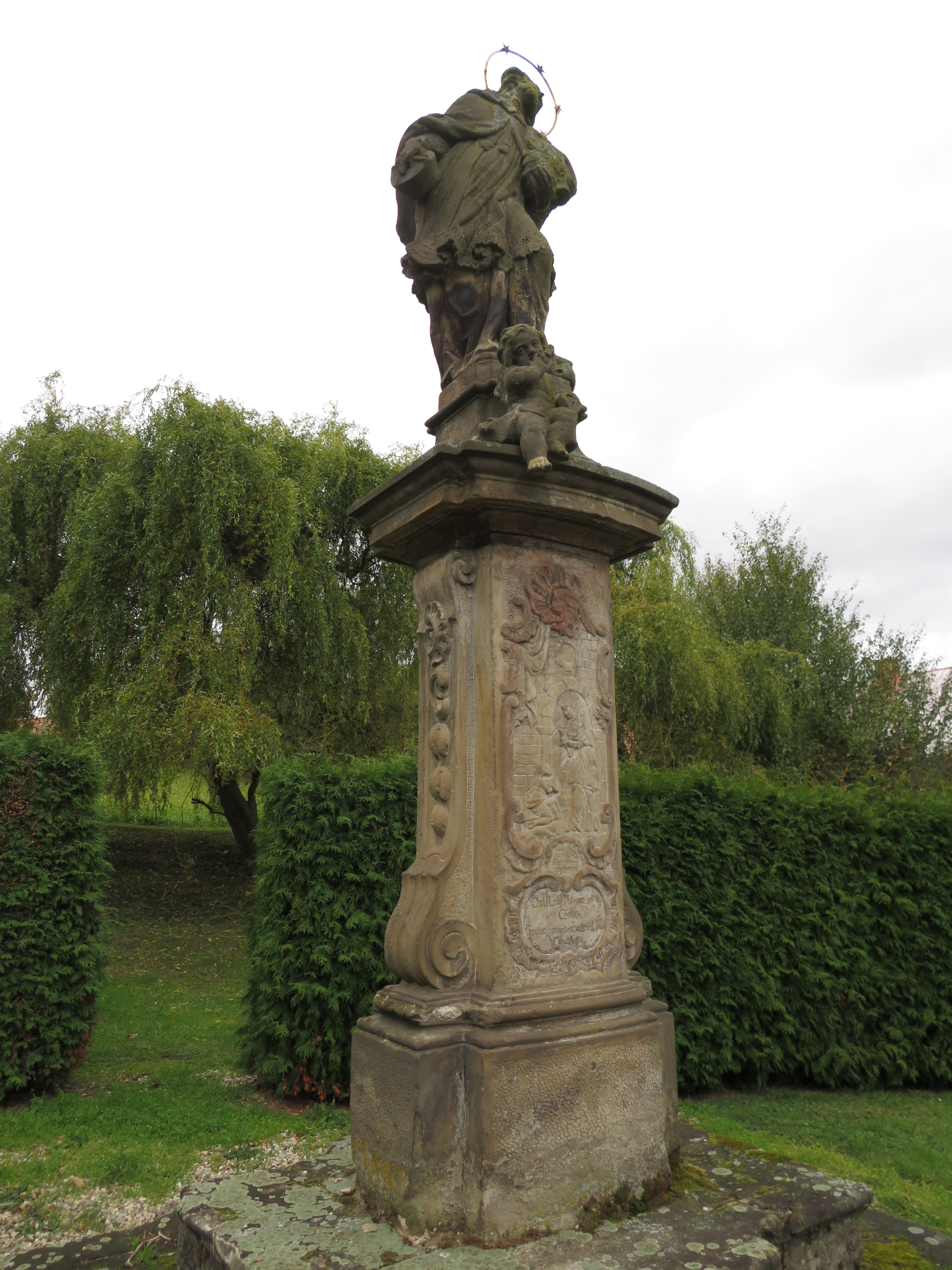
Svatý Jan Nepomucký
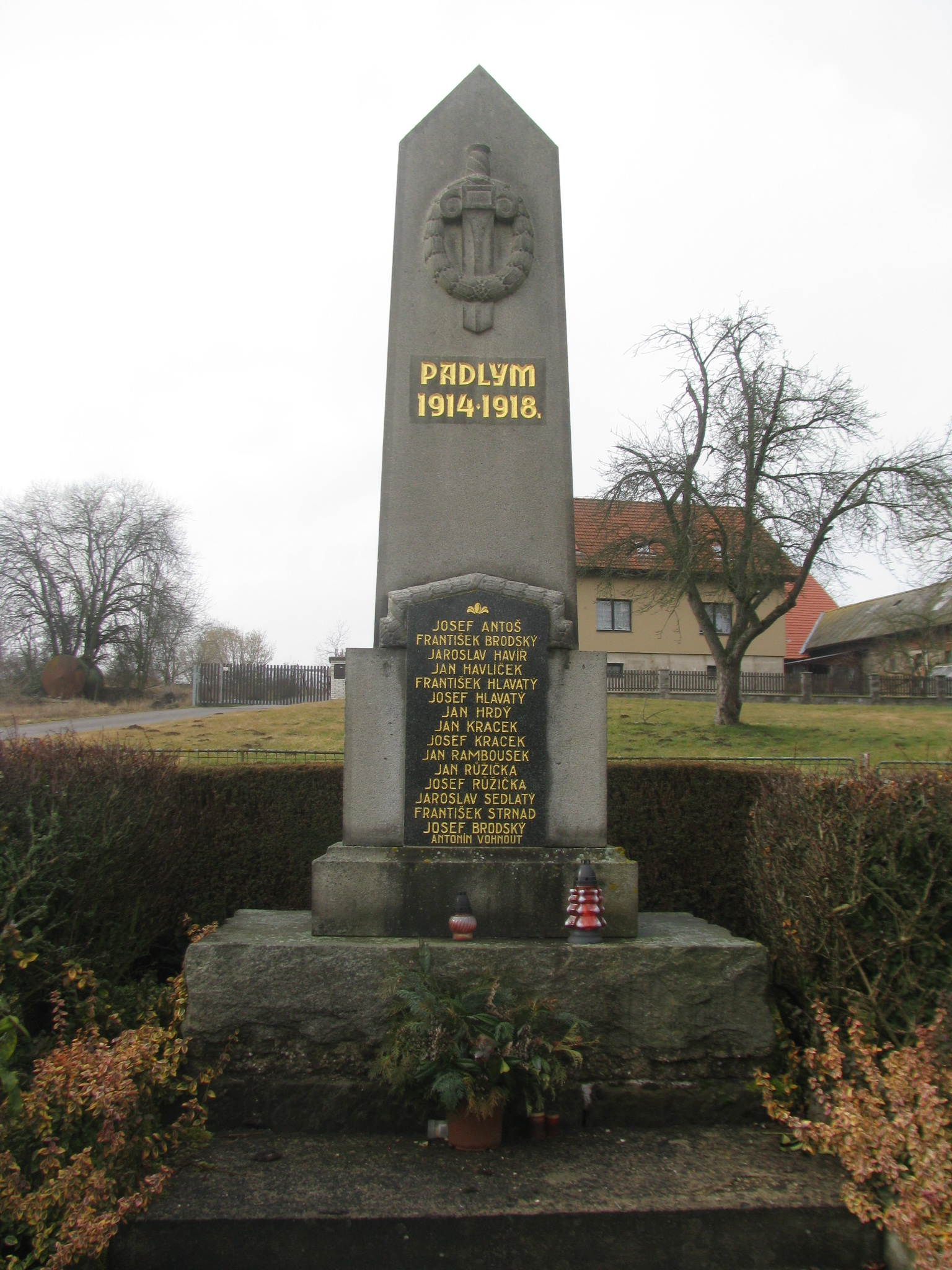
Pomník padlým v Chyjicích
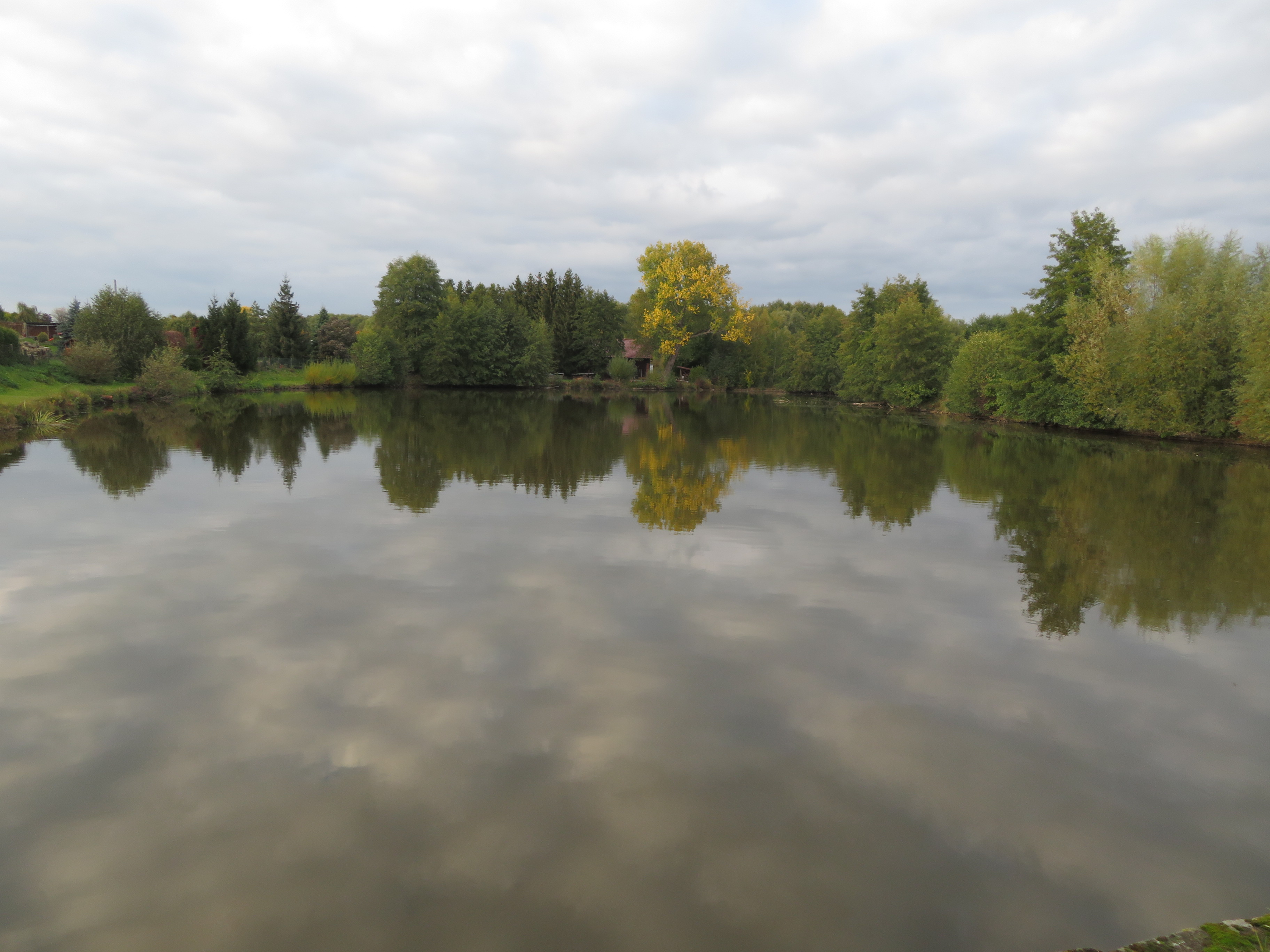
Chyjický rybník Jordán